# داريو بيرغر
داريو بيرغر هو سياسي برازيلي، ولد في 7 ديسمبر 1956 في Bom Retiro, Santa Catarina ‏ في البرازيل. نشط حزبياً في حزب الحركة الديمقراطية ‏. وقد انتخب عضو مجلس الشيوخ من البرازيل ‏ عن دائرة Santa Catarina ‏ وقد انضم خلال فترته النيابية ‏ للكتلة البرلمانية حزب الحركة الديمقراطية ‏.